# Alkylbenzène
Les alkylbenzènes sont des dérivés du benzène, dans lesquels un ou plusieurs atomes d'hydrogène sont remplacés par des groupes alkyle de différentes tailles. Ils sont une sous-famille des hydrocarbures aromatiques.

## Exemples
- Le membre le plus simple est le toluène : un atome d'hydrogène du benzène a été remplacé par un groupe méthyle. Les composés des mélanges « BTEX » (benzène, toluène, éthylbenzène et les trois isomères du xylène) sont des alkylbenzènes :

| ≡ Benzène (composé parent)                                                                                       | Toluène Xylène (o-, m-, p-xylène) Éthylbenzène Cumène p-cymène |
| Note : les formules développées des composés aromatiques sont généralement représentées dans une forme mésomère. |                                                                |

- On peut aussi citer les autres alkylbenzènes à substitution méthyle : les trois triméthylbenzènes, les trois tétraméthylbenzènes, le pentaméthylbenzène et l'hexaméthylbenzène.

- Les alkylbenzènes linéaires (en) possèdent quant à eux une chaîne saturée et non ramifiée.